# Liste der Erinnerungssteine in Wien-Wieden
Die Stationen der Erinnerung in Wien-Wieden enthalten die Erinnerungssteine im Wiener Gemeindebezirk Wieden, die an das Schicksal der Menschen erinnern, die im Nationalsozialismus ermordet, deportiert, vertrieben oder in den Suizid getrieben wurden. Die Verlegung erfolgt durch den Verein Steine der Erinnerung mit Sitz in der Leopoldstadt, der Stein in der Belvederegasse 10 wurde vom Verein Steine des Gedenkens verlegt. Das Konzept der Wiener Erinnerungs- und Gedenksteine beruht auf dem der Stolpersteine von Gunter Demnig.

## IV. Wieden
| Bild                                    | Name | Standort                    | Verlegedatum  | Leben |
| --------------------------------------- | --- | --------------------------- | ------------- | --- |
|                                         | Bruno Altmann | Radeckgasse 5 ·             | 9. Mai 2014   | Die Familie Altmann (Bruno Altmann (geb. 17. März 1884 in Peterswald, Schlesien), Charlotte Altmann (geb. 2. März 1888 in Brünn) und Hans-Robert Altmann (geb. 14. April 1921)) wurde am 23. März 1942 über Brünn ins Ghetto Theresienstadt und von dort am 1. April weiter ins Ghetto Piaski deportiert. Sie wurden im Holocaust ermordet. |
| Charlotte Altmann                       | | Radeckgasse 5 ·             | 9. Mai 2014   | Die Familie Altmann (Bruno Altmann (geb. 17. März 1884 in Peterswald, Schlesien), Charlotte Altmann (geb. 2. März 1888 in Brünn) und Hans-Robert Altmann (geb. 14. April 1921)) wurde am 23. März 1942 über Brünn ins Ghetto Theresienstadt und von dort am 1. April weiter ins Ghetto Piaski deportiert. Sie wurden im Holocaust ermordet. |
| Hans-Robert Altmann                     | | Radeckgasse 5 ·             | 9. Mai 2014   | Die Familie Altmann (Bruno Altmann (geb. 17. März 1884 in Peterswald, Schlesien), Charlotte Altmann (geb. 2. März 1888 in Brünn) und Hans-Robert Altmann (geb. 14. April 1921)) wurde am 23. März 1942 über Brünn ins Ghetto Theresienstadt und von dort am 1. April weiter ins Ghetto Piaski deportiert. Sie wurden im Holocaust ermordet. |
|                                         | Berta Camilla Hartlieb von Wallthor (geb. Nussbaum) | Lambrechtgasse 13 ·         | 27. Apr. 2011 | Berta Camilla Hartlieb von Wallthor, geb. Nussbaum (geb. 19. Juli 1879 in Szombathely, Ungarn) wuchs in Rechnitz im Burgenland auf und zog 1891 nach Wien. Im Jahr 1900 brachte sie ihre uneheliche Tochter Ernestine zur Welt. Später lernte sie den Dichter Wladimir von Hartlieb kennen und heiratete ihn 1933. Nachdem sie wegen regimekritischer Aussagen zeitweise interniert wurde, ließ sich das Paar 1938 scheiden. 1942 wurde sie nach Theresienstadt deportiert und starb dort am 21. November 1942. |
|                                         | Stefanie Hoffmann (geb. Fion) | Blechturmgasse 18 ·         | 9. Mai 2014   | Stefanie Hoffmann geb. Fion (geb. 15. Mai 1888 in Brezina) lebte in der Porzellangasse 14. Sie wurde am 9. April 1942 ins Ghetto Izbica deportiert und dort ermordet. |
|                                         | Henriette Amalie Lieser (geb. Landau) | Argentinierstraße 20 ·      | 9. Mai 2014   | Henriette Amalie Lieser geb. Landau (geb. 4. Juli 1875 in Wien), genannt Lilly Lieser, war eine Mäzenin der Kunstszene Wiens. Zusammen mit ihrem ersten Ehemann Justus Lieser hatte sie zwei Töchter Helene (1898–1962) und Annie (1901–1972). Sie wurde am 11. Jänner 1942 nach Riga deportiert und dort ermordet. |
|                                         | Oskar Löwy | Graf-Starhemberg-Gasse 27 · | 25. März 2012 | Oskar Löwy (geb. 17. November 1880 in Wien) war Diplom-Maschinenbauer und lebte zusammen mit seiner Frau Olga und ihren beiden Kindern in der Graf-Starhemberg-Gasse 27 und der Johann-Strauß-Gasse 45. Am 26. Februar 1941 wurde er zunächst nach Opole und von dort in ein Vernichtungslager deportiert. |
| Olga Löwy (geb. Bass)                   | Olga Löwy geb. Bass (geb. 18. Juni 1887 in Brünn) war die Ehefrau von Oskar Löwy und arbeitete als Hausfrau. Am 26. Februar 1941 wurde sie zunächst nach Opole und von dort in ein Vernichtungslager deportiert. | Graf-Starhemberg-Gasse 27 · | 25. März 2012 | |
|                                         | Maria von Newlinski (geb. Beinhacker) | Prinz-Eugen-Straße 18 ·     | 25. März 2012 | Maria von Newlinski geb. Beinhacker (geb. 13. Mai 1869 in Wien) lebte in der Schmelzgasse 9. Am 28. April 1944 wurde sie ins Ghetto Theresienstadt deportiert und wurde dort am 21. Jänner 1945. |
|                                         | Pinkas Rennert | Heumühlgasse 16 ·           | 9. Mai 2014   | Pinkas Rennert (geb. 7. Juli 1894 in Putna, Rumänien) und seine Frau Lea Rennert geb. Dlugacz (geb. 20. Juni 1896 in Radautz, Rumänien) lebten in der Odeongasse 5. Am 5. Oktober 1942 wurden sie zusammen ins Vernichtungslager Maly Trostinez deportiert und dort am 9. Oktober 1942 ermordet. |
| Lea Rennert (geb. Dlugacz)              | | Heumühlgasse 16 ·           | 9. Mai 2014   | Pinkas Rennert (geb. 7. Juli 1894 in Putna, Rumänien) und seine Frau Lea Rennert geb. Dlugacz (geb. 20. Juni 1896 in Radautz, Rumänien) lebten in der Odeongasse 5. Am 5. Oktober 1942 wurden sie zusammen ins Vernichtungslager Maly Trostinez deportiert und dort am 9. Oktober 1942 ermordet. |
|                                         | Gustav Römer | Seisgasse 18 ·              | 25. März 2012 | Gustav Römer (* 10. Juni 1880 in Wien) war Hoch- und Brückenbauingenieur und Offizier im Ersten Weltkrieg, später arbeitete er bei der Krankenkasse. Seine Frau Paula geb. Reif (geb. 29. Dezember 1884 in Mürau, Tschechien) war gelernte Stenotypistin, kümmerte sich aber später zu Hause um die beiden Kinder. Beide waren überzeugte Sozialdemokraten und Parteifunktionäre in der SPÖ. Zusammen mit ihren Kindern Wolfgang Römer (geb. 1913) und Ilse Maria Aschner (* 26. September 1918) wohnten sie in der Seisgasse 18. Nach der Machtergreifung der Austrofaschisten unter Engelbert Dollfuß engagierten sich Paula und Gustav im Untergrund weiter für ihre Partei. Den Kindern gelang 1938 und 1939 die Flucht nach England. Als die Eltern nachreisen wollten, wurden sie an der holländischen Grenze zurückgeschickt. Zurück in Wien mussten sie in einer Sammelwohnung in der Werdertorgasse 17 wohnen. Am 26. Jänner 1942 wurden sie ins Ghetto Riga deportiert, wo Gustav Römer am 11. Juli 1942 an Typhus und Erschöpfung starb. Paula Römer wurde schließlich am 9. August 1944 ins KZ Stutthof überstellt und dort am 10. Jänner 1945 ermordet. |
| Paula Römer (geb. Reif)                 | | Seisgasse 18 ·              | 25. März 2012 | Gustav Römer (* 10. Juni 1880 in Wien) war Hoch- und Brückenbauingenieur und Offizier im Ersten Weltkrieg, später arbeitete er bei der Krankenkasse. Seine Frau Paula geb. Reif (geb. 29. Dezember 1884 in Mürau, Tschechien) war gelernte Stenotypistin, kümmerte sich aber später zu Hause um die beiden Kinder. Beide waren überzeugte Sozialdemokraten und Parteifunktionäre in der SPÖ. Zusammen mit ihren Kindern Wolfgang Römer (geb. 1913) und Ilse Maria Aschner (* 26. September 1918) wohnten sie in der Seisgasse 18. Nach der Machtergreifung der Austrofaschisten unter Engelbert Dollfuß engagierten sich Paula und Gustav im Untergrund weiter für ihre Partei. Den Kindern gelang 1938 und 1939 die Flucht nach England. Als die Eltern nachreisen wollten, wurden sie an der holländischen Grenze zurückgeschickt. Zurück in Wien mussten sie in einer Sammelwohnung in der Werdertorgasse 17 wohnen. Am 26. Jänner 1942 wurden sie ins Ghetto Riga deportiert, wo Gustav Römer am 11. Juli 1942 an Typhus und Erschöpfung starb. Paula Römer wurde schließlich am 9. August 1944 ins KZ Stutthof überstellt und dort am 10. Jänner 1945 ermordet. |
|                                         | Alexander Sohr | Prinz-Eugen-Straße 16 ·     | 25. März 2012 | Alexander Sohr (geb. 25. Juli 1868 in Bakóca, Ungarn) war Schneidermeister und k.u.k. Hoflieferant und führte zusammen mit seinem Bruder Edmund ein Geschäft in der Wiener Schaufflergasse. Am 27. April 1942 wurde er zusammen mit seiner Frau Lona, seinem Bruder und dessen Frau Irma nach Włodawa deportiert und dort ermordet. |
| Lona Sohr                               | Lona Sohr (geb. 31. Dezember 1888 in Boryslaw, Ukraine) war die Ehefrau von Alexander Sohr und lebte in der Tuchlauben 21. Zusammen wurden sie am 27. April 1942 nach Włodawa deportiert und dort ermordet. | Prinz-Eugen-Straße 16 ·     | 25. März 2012 | |
| Verlegt vom Verein Steine des Gedenkens | Gustav Troll | Belvederegasse 10 ·         | 5. Nov. 2015  | Hans Gustav Troll (geb. 4. Mai 1888 in Wien) war Angestellter. Er musste in die Sammelwohnungen 2. Wien, Castellezgasse 2 und dann 2. Wien, Schmelzgasse 9 übersiedeln, bevor er am 5. Juni 1942 nach Izbica deportiert und ermordet wurde. |
| Verlegt vom Verein Steine des Gedenkens | Simon Wulkan | Belvederegasse 10 ·         | 5. Nov. 2015  | Simon Wulkan (geb. 25. Mai 1880 in Rajcza, Galizien) war Handelsagent. Er musste in die Sammelwohnung 2. Wien, Herminengasse 8 übersiedeln, bevor er am 2. Juni 1942 ins Vernichtungslager Maly-Trostinez deportiert und dort ermordet wurde. Danach wurde seine Wohnung von der Nationalsozialistischen Volkswohlfahrt als Parteilokal genutzt. |
| Verlegt vom Verein Steine des Gedenkens | Hans Karg-Bebenburg | Belvederegasse 10 ·         | 5. Nov. 2015  | Hans Baron von Karg-Bebenburg (geb. 1. Juni 1906 in Timișoara, Rumänien) war ein Opernsänger und Dichter. Er wurde an der Wiener Staatsakademie und am Landestheater Linz ausgebildet. Er trat am Opernhaus Dortmund sowie in England, Spanien und der Schweiz auf. Der Deportation in ein Konzentrationslager konnte er durch die Flucht nach England entgehen. Dort kämpfte er im Royal Pioneer Corps der britischen Armee für die Befreiung Österreichs. |
| Verlegt vom Verein Steine des Gedenkens | Soma Morgenstern | Belvederegasse 10 ·         | 5. Nov. 2015  | Soma Morgenstern (geb. 3. Mai 1890 in Budzanów, Ostgalizien, Österreich-Ungarn; gest. 17. April 1976 in New York City), eigentlich Salomo Morgenstern, war ein deutschsprachiger jüdischer Schriftsteller, Journalist und Zeitzeuge altösterreichischer Herkunft. Am Tag des Anschlusses floh er aus Wien nach Paris. |
| Verlegt vom Verein Steine des Gedenkens | Hans Popper | Belvederegasse 10 ·         | 5. Nov. 2015  | Hans Leopold Popper (geb. 19. September 1898 in Wien) war ein österreichischer Arzt. Am 5. Mai 1938 floh er wegen „politischer Verfolgung (Religion)“ in die Vereinigten Staaten, wo er später die amerikanische Staatsbürgerschaft erwarb. Zusammen mit seiner Ehefrau Hansi lebte er in Chicago. Popper kehrte später nach Wien zurück und lebte dort getrennt von seiner Frau. |
|                                         | Wilhelm Wolf Waltuch | Favoritenstraße 12 ·        | 9. Mai 2014   | Wilhelm Wolf Waltuch (geb. 26. Jänner 1889 in Zagrobela, Ukraine) war Schriftsteller und Eigentümer eines Kinos in Wien. Zusammen mit seiner Frau Berta und drei Kindern lebte er in der Favoritenstraße 12. Später wurden sie enteignet und mussten in der Novaragasse 40 wohnen. Er wurde am 9. Oktober 1942 zunächst ins Ghetto Theresienstadt deportiert und am 23. Oktober 1944 ins KZ Auschwitz-Birkenau überstellt und dort ermordet. |
| Berta Waltuch (geb. Itzigsohn)          | Berta Waltuch geb. Itzigsohn (geb. 27. September 1890 in Wien) war die Ehefrau von Wilhelm Wolf Waltuch. Nachdem beide enteignet wurden und in die Novaragasse 40 umziehen mussten, wurden sie am 9. Oktober 1942 zunächst ins Ghetto Theresienstadt deportiert und am 23. Oktober 1944 ins KZ Auschwitz-Birkenau überstellt und dort ermordet. | Favoritenstraße 12 ·        | 9. Mai 2014   | |
| Adolf Waltuch                           | Adolf Waltuch (geb. 19. September 1909 in Wien) war der Sohn von Berta und Wilhelm Wolf Waltuch. Er arbeitete als Verkäufer und lebte in der Favoritenstraße 12. Am 11. Juni 1942 wurde er im Wiener Landesgericht enthauptet. | Favoritenstraße 12 ·        | 9. Mai 2014   | |
| Wilhelm Illner                          | Wilhelm Illner (geb. 11. Februar 1893 in Wien) wohnte in der Novaragasse 4. Er wurde am 9. Oktober 1942 ins Ghetto Theresienstadt deportiert. Von dort wurde er am 28. September 1944 ins KZ Auschwitz-Birkenau gebracht und ermordet. | Favoritenstraße 12 ·        | 9. Mai 2014   | |